# تقويم تشريعي
تستخدم الهيئات التشريعية التقويم التشريعي للتخطيط لأعمالها أثناء انعقاد الجلسة التشريعية.

## التقويم
عادةً ما يكون أحد البنود الأولى المذكورة على التقويم خاصة بتمرير مشروع قانون يفعّل الإجراءات والمواعيد النهائية لانعقاد الجلسة. كذلك، يمكن تخصيص بعض الوقت لمناقشة مشروع قانون الميزانية، والذي عادةً ما يعد البند الرئيسي في جدول أعمال إحدى الجلسات. قد يوفر التقويم جلسات استماع اللجنة المجدولة ويشتمل عادةً على العديد من المواعيد الهامة.
على سبيل المثال، تشتمل كاليفورنيا على موعد نهائي مالي، يمثل التاريخ الوارد على التقويم التشريعي والذي بحلوله يلزم البدء في كافة مشاريع القوانين ذات التأثير المالي في لجنة السياسات وإحالتها إلى اللجنة المالية؛ وعليه يعتبر أي مشروع قانون مالي يفوته الموعد النهائي «ملغي» ما لم يحصل على إعفاء من القاعدة تتيح له فرصة النظر فيه مرة أخرى.
وتشتمل بعض الهيئات التشريعية على ما يسمى بـ «يوم التقاطع» يمثل الحد الوارد في الجلسة والذي بعده لا ينظر كل مجلس سوى في التشريع الذي أرسله إليه المجلس الآخر. وفي الكونغرس الأمريكي، يلاحظ أن العبارة «وضعت على التقويم» تأتي مصاحبةً لمشروع القانون قيد النظر أمام اللجان في كلا المجلسين؛ ويتم تعيين رقم تقويم لمشروع القانون هذا، والذي يحدد الموعد الذي عنده سينظر المجلس في مشروع القانون.
أما في التقويم التشريعي، فيمثل «اليوم التشريعي» اليوم الذي تجتمع فيه الهيئة التشريعية بالفعل. وتضم الجمعية العمومية بولاية فيرجينيا ستة أيام تشريعية أسبوعيًا (من الاثنين إلى السبت)، ربما تعكس الرغبة في الحصول على هيئة تشريعية للمواطن تنجز أعمالها في الجلسة السنوية المكثفة والقصيرة نسبيًا، والتي بعد انقضائها يعود الأعضاء إلى وظائفهم ذات الدوام الكامل. على الجانب الآخر، تضم الهيئة التشريعية بأوكلاهوما أربعة أيام تشريعية أسبوعيًا.
وفي بعض الأحيان، يطلق على النسخة اليومية من التقويم التشريعي الملف اليومي أو الأجندة أو التقويم؛ حيث تدرج كافة مشاريع القوانين التي سيتم النظر فيها في يوم معين.
كذلك، قد يشير مصطلح «التقويم التشريعي» إلى مجموعة من الأعمال المنشورة بصورة نهائية والخاصة بكافة الأوراق التجارية أثناء الجلسة التشريعية. ويمكن أيضًا أن تشير إلى لائحة من التشريعات المتوفرة لسماعها من قِبل الهيئة التشريعية.